# The Beatles’ Second Album
The Beatles’ Second Album – drugi album The Beatles wydany przez wytwórnię Capitol a trzeci w ogóle wydany w USA wliczając Introducing... The Beatles wytwórni Vee-Jay Records.
The Beatles’ Second Album już w pierwszym dniu sprzedaży rozszedł się w ilości 250 000 egzemplarzy. 25 kwietnia zadebiutował na pozycji 16. listy najlepiej sprzedających się albumów by po tygodniu wejść na pozycję 1. i pozostać na niej przez 5 tygodni. Album został sprzedany w ilości 1 mln egzemplarzy i zyskał miano najszybciej sprzedającego się albumu w tamtym czasie.
Kiedy The Beatles’ Second Album znalazł się na pozycji nr 1. listy najlepiej sprzedawanych albumów w USA, przebił pozostający dotychczas na niej inny album zespołu – Meet the Beatles!, co zdarzyło się po raz pierwszy w historii tego typu list w USA.
2 maja 1964 The Beatles mieli 3 swoje albumy w czołówce najlepiej sprzedających się płyt w USA: 1. The Beatles’ Second Album, 2. Meet the Beatles! i 4. Introducing... The Beatles.
W 1967 The Beatles’ Second Album został również wydany w USA na taśmie magnetofonowej w standardzie Stereo-8 a w 1969 na taśmie magnetofonowej używanej w magnetofonie szpulowym i na kasecie magnetofonowej.
W 2004 The Beatles’ Second Album został wydany po raz pierwszy w formie CD (nr katalogowy CDP 7243 8 66877 2 2) jako część 4-płytowego wydawnictwa The Capitol Albums, Volume 1 box set.

## Muzyka
W odróżnieniu od równoczesnych wydań brytyjskich albumów The Beatles The Beatles’ Second Album składa się wyłącznie z nagrań utrzymanych w żywym tempie i z tego powodu bywa określany przez część krytyki i fanów zespołu jako „najczystszy rock and rollowy album, jaki został kiedykolwiek wydany przez grupę muzyczną”.
11 piosenek zawartych na tym albumie zostało wybranych z 4 różnych wydawnictw brytyjskich: 5 pozostałych nagrań z drugiego brytyjskiego albumu grupy, With the Beatles, które nie weszły na poprzedni amerykański album Meet the Beatles! oraz „Thank You Girl” - (strona B brytyjskiego singla „From Me to You”), singel „She Loves You” / „I'll Get You”, utwór „You Can't Do That” z brytyjskiej edycji albumu A Hard Day’s Night a także dwa nowe nagrania, „Long Tall Sally” i „I Call Your Name”, które ukazały się kilka miesięcy później w Wielkiej Brytanii na EP-ce Long Tall Sally.
Poza tym inżynierowie dźwięku Capitol Records pod nadzorem Dave Dextera Jr zmienili nieco techniczny charakter nagrań, nadając im „żywsze” brzmienie poprzez dodanie efektu echa i pogłosu. Stało się to również dostrzegalne w utworach albumu With the Beatles, kiedy opublikowano go w wersji stereo.
Warto odnotować, iż stereofoniczna wersja „Thank You Girl,” z albumu The Beatles’ Second Album uchodziła za „prawdziwą” wersje stereo tego utworu wydaną na jakimkolwiek albumie brytyjskim lub amerykańskim na przestrzeni ponad 40 lat aż została wydana jego następna wersja stereo na zremasterowanej edycji kompilacji Past Masters z 2009 (stereofoniczna wersja „Thank You Girl” z albumu The Beatles Second Album znalazła się również na niemieckim wydawnictwie The Beatles Beat). Wersja „Thank You Girl” z dodanym efektem echa pozostaje swego rodzaju rarytasem.
„Thank You Girl” na albumie Capitolu jest wyjątkowy z jeszcze jednego powodu: wersja ta, w odróżnieniu od brytyjskiej, zawiera trzy dodatkowe riffy zagrane na harmonijce ustnej w przejściach pomiędzy zwrotką a refrenem: pierwszy pojawia się przy okazji śpiewanego po raz drugi wersu „way that you do”, drugi po frazie „That’s the kind of love that seems too good to be true”, trzeci natomiast dodany został na zakończenie utworu. Capitol wydał The Beatles Second Album również w wersji monofonicznej; stworzono w tym celu specjalną, zmiksowaną wersję mono stereofonicznego nagrania „Thank You Girl” zachowując przy tym wspomniane trzy riffy.

## Lista utworów
Wszystkie utwory, o ile nie zaznaczono inaczej, napisali John Lennon i Paul McCartney.
Strona pierwsza:
| 1. | „Roll Over, Beethoven” (Chuck Berry)                       | 2:44  |
|    |                                                            |       |
| 2. | „Thank You Girl”                                           | 2:01  |
|    |                                                            |       |
| 3. | „You've Really Got a Hold on Me” (Smokey Robinson)         | 2:58  |
|    |                                                            |       |
| 4. | „Devil in Her Heart” (Richard Drapkin)                     | 2:28  |
|    |                                                            |       |
| 5. | „Money (That’s What I Want)” (Janie Bradford, Berry Gordy) | 2:47  |
|    |                                                            |       |
| 6. | „You Can't Do That”                                        | 2:39  |
|    |                                                            |       |
|    |                                                            | 15:37 |
|    |                                                            |       |
Strona druga:
| 1. | „Long Tall Sally” (Robert Blackwell, Enotris Johnson, Little Richard)                       | 2:00  |
|    |                                                                                             |       |
| 2. | „I Call Your Name”                                                                          | 2:09  |
|    |                                                                                             |       |
| 3. | „Please Mr. Postman” (Robert Bateman, Georgia Dobbins, Garrett, Fred Gorman, Brian Holland) | 2:35  |
|    |                                                                                             |       |
| 4. | „I'll Get You”                                                                              | 2:05  |
|    |                                                                                             |       |
| 5. | „She Loves You”                                                                             | 2:20  |
|    |                                                                                             |       |
|    |                                                                                             | 11:09 |
|    |                                                                                             |       |